# Yuberjen Martínez
Yuberjen Herney Martínez Rivas (1 de novembro de 1991) é um pugilista colombiano, medalhista olímpico. 

## Carreira
Martínez competiu nos Jogos Olímpicos Rio 2016, na qual conquistou a medalha de prata no peso mosca-ligeiro.